# Javier Bardem
Pour les articles homonymes, voir Bardem.
Javier Bardem (prononcé : [xaˈβjeɾ βaɾˈðen]), né le 1er mars 1969 à Las Palmas de Grande Canarie (îles Canaries), est un acteur espagnol.
Parangon de l'Espagnol viril grâce à ses rôles sulfureux chez Bigas Luna et Pedro Almodóvar, il est le premier acteur espagnol à avoir été nommé aux Oscars, en 2001, et à être récompensé en 2008 comme « meilleur second rôle masculin » pour son interprétation de tueur froid et implacable dans No Country for Old Men des frères Coen. Ce rôle lui a aussi valu un Golden Globe dans la même catégorie. En 2012, il incarne le criminel Tiago Rodriguez / Raoul Silva dans Skyfall, film de la série des James Bond.
Javier Bardem a également reçu le prix d'interprétation masculine au festival de Cannes 2010 (ex aequo avec Elio Germano) pour le film Biutiful d'Alejandro González Iñárritu, deux Coupes Volpi du meilleur acteur à la Mostra de Venise : en 2000 pour Avant la nuit de Julian Schnabel et en 2004 pour Mar adentro d'Alejandro Amenábar, ainsi que six prix Goya en Espagne.
Il est à ce jour l'un des sept acteurs à avoir reçu le prix national de cinéma du ministère espagnol de la Culture, avec Francisco Rabal, Fernando Fernán Gómez, Fernando Rey, Carmelo Gómez, Antonio Banderas et José Sacristán .
En mai 2025, il est annoncé qu'il retrouvera Penélope Cruz dans le troisième film du réalisateur français, Florian Zeller, intitulé Bunker

## Biographie

### Jeunesse et formation
Fils de Carlos Encinas et de Pilar Bardem, comédienne de théâtre, Javier Bardem a grandi dans l'univers du cinéma et du théâtre. Il est aussi le neveu du réalisateur espagnol Juan Antonio Bardem, opposant au franquisme, et le petit-fils de l'acteur de cinéma Rafael Bardem.
Ses parents se séparent alors qu'il est enfant, il est élevé par sa mère à Madrid avec son frère Carlos (es) et sa sœur aînée Mónica (es), tous deux également devenus acteurs. Sportif de haut niveau dans son adolescence il pratique le rugby, il est sélectionné dans l'équipe nationale espagnole junior au poste de pilier droit.

### Débuts en Espagne (années 1990)
Il apparaît à l'âge de six ans dans le feuilleton télévisé El pícaro (es) mais fait ses débuts réels en 1989 dans Les Vies de Loulou de Bigas Luna. Ce dernier lui confie ensuite successivement les rôles vedettes du torero de Jambon, jambon en 1992, aux côtés de Penélope Cruz, et de l'homme d'affaires play-boy dans Macho.
Ces deux performances font du comédien une figure incontournable du cinéma espagnol. Récompensé consécutivement par les Goya du meilleur second rôle en 1995 pour Días contados et du meilleur acteur en 1996 pour Bouche à Bouche, Bardem devient en Espagne l'un des acteurs les plus populaires et les plus prolifiques.
En 1997, Pedro Almodóvar lui offre la consécration, à sa manière, en lui donnant le rôle d'un flic paraplégique dans En chair et en os. Il passe alors, après Antonio Banderas, pour le nouveau séducteur latin.

### Révélation internationale (2001-2004)
Dans les années 2000, sans délaisser son pays d'origine, il entame une carrière américaine.
Il figure en tête d'affiche du film biographique américain indépendant Avant la nuit, de Julian Schnabel dans lequel il incarne Reinaldo Arenas, écrivain cubain homosexuel et persécuté par le régime castriste, aux côtés de Johnny Depp. Pour ce film, il reçoit sa première Coupe Volpi à la Venise en 2000, et une nomination à l'Oscar du meilleur acteur en 2001.
L'année suivante, il défend deux productions espagnoles : dans Sans nouvelles de Dieu, d’Agustín Díaz Yanes, il donne la réplique à Penélope Cruz et Victoria Abril ; puis il se distingue dans le rôle de Santa, un chômeur du port industriel de Vigo en Galice perdant petit à petit espoir dans Les Lundis au soleil. Ce rôle lui vaut un second Goya du premier rôle en 2003.
Entre-temps, John Malkovich lui a confié le premier rôle de son second film comme réalisateur, la coproduction américano-espagnole The Dancer Upstairs. En 2004, le réalisateur Alejandro Amenábar le dirige dans Mar adentro, long-métrage qui marque un sommet dans la carrière de l'acteur. Dans cette histoire basée sur des faits réels et qui se déroule également en Galice, il campe, méconnaissable, le rôle de Ramón Sampedro, un tétraplégique qui revendique, jusqu'à son décès, le droit de choisir la mort pour lui et les autres tétraplégiques. Une seconde Coupe Volpi à Venise, un premier European Award et un troisième Goya du meilleur acteur récompensent sa prestation. La même année, il apparaît dans le thriller hollywoodien Collatéral, réalisé par Michael Mann, avec Tom Cruise.

### Consécration hollywoodienne (2007-2010)

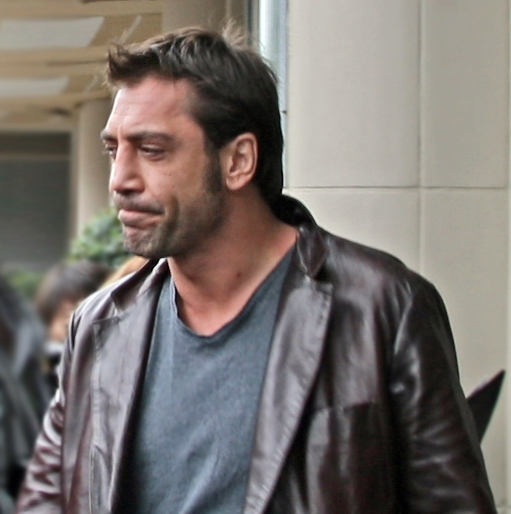
L'acteur au Festival international du film de Toronto, en septembre 2007, pour la présentation de No Country for Old Men.

Il va collaborer avec des réalisateurs reconnus : en 2007, il tient le premier rôle masculin du dernier long-métrage de Miloš Forman, Les Fantômes de Goya. Face à Natalie Portman, il incarne un inquisiteur dans ce drame historique cependant reçu tièdement. Autre drame historique en 2008 avec le mélodrame L'Amour aux temps du choléra de Mike Newell, tiré du roman  éponyme de Gabriel García Márquez. Là encore un échec critique et commercial.
Mais parallèlement à ces deux projets, il incarne deux personnages marquants et opposés :
- Anton Chigurh, le terrible tueur froid et méthodique du film de Joel et Ethan Coen No Country for Old Men, adapté de Cormac McCarthy, pour ce rôle l'Oscar du meilleur acteur dans un second rôle, le Golden Globe, le Screen Actors Guild Award et le BAFTA lui sont attribués.
- Juan Antonio, le peintre charmeur et hédoniste, héros de la comédie réalisée par Woody Allen : Vicky Cristina Barcelona.

Il poursuit sur cette lancée en 2010, quand il interprète Uxbal, un père de famille barcelonais malade, prêt à tous les larcins pour épargner à ses enfants une vie de misère dans le drame indépendant Biutiful, du mexicain Alejandro González Iñárritu. Sa performance fait l'unanimité au Festival de Cannes où il reçoit le Prix d'interprétation masculine, ex aequo avec l'acteur italien Elio Germano pour son rôle dans La nostra vita de Daniele Luchetti ; pour ce film, il obtient ensuite une seconde nomination à l'Oscar du meilleur acteur et un cinquième Goya d'interprétation.
La même année, il joue de son image de séducteur latin dans un projet plus hollywoodien, Mange, prie, aime. Dans cette adaptation du livre d'Elizabeth Gilbert, écrite et réalisée par Ryan Murphy, il seconde la star et tête d'affiche Julia Roberts.

### Confirmation (années 2010)

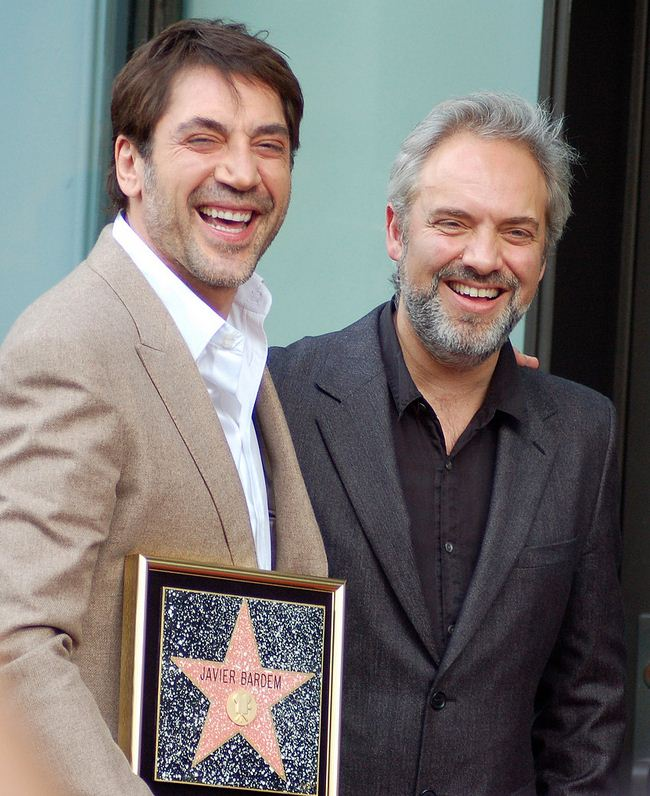
L'acteur en novembre 2012, inaugurant son étoile sur Hollywood Boulevard sous le regard du réalisateur anglais Sam Mendes.

Durant les années 2010, il va alterner films indépendants et productions commerciales.
En 2012, il fait ainsi partie du casting réuni par Terrence Malick pour son film d'auteur À la merveille. Mais il se fait surtout remarquer en "méchant" dans la scène qu'il partage avec Daniel Craig, alias James Bond, dans Skyfall, réalisé par Sam Mendes.
Le 8 novembre 2012, à la veille de la sortie aux États-Unis de Skyfall, Bardem reçoit son étoile sur le mythique Hollywood Walk Of Fame à Hollywood Boulevard.
L'année suivante, il tient un rôle secondaire dans la romance espagnole Alacrán enamorado, une adaptation d'un roman de son frère, Carlos Bardem, mais fait aussi partie du casting réuni par Ridley Scott pour son thriller Cartel. Penélope Cruz y joue également, mais elle partage l'essentiel de ses scènes avec Michael Fassbender et Cameron Diaz.
En 2015, il seconde Sean Penn, tête d'affiche du film d'action Gunman, réalisé par le Français Pierre Morel. Il retrouve tout de suite après l'acteur américain cette fois comme réalisateur, pour le drame The Last Face. Si le film est sélectionné pour le Festival de Cannes 2016, les critiques sont catastrophiques et le film sort directement en vidéo.
L'année 2017 est marquée par la sortie de trois projets : tout d'abord, l'acteur joue le principal antagoniste du film Pirates des Caraïbes : La Vengeance de Salazar, réalisé par Joachim Rønning et Espen Sandberg, retrouvant Johnny Depp à qui il fait face. Puis il donne la réplique à Jennifer Lawrence, tête d'affiche de Mother!, de Darren Aronofsky. Enfin, il produit et incarne Pablo Escobar dans le film espagnol tourné en langue anglaise, Escobar, réalisé par Fernando León de Aranoa. L'acteur en partage l'affiche avec Penélope Cruz. Les critiques sont cependant mauvaises, et le film échoue au box-office.
En 2018, c'est dans le drame Everybody Knows, mis en scène par le cinéaste iranien Asghar Farhadi qu'il retrouve Penélope Cruz. Les acteurs y forment un couple illégitime confronté à la disparition soudaine de la fille du personnage incarné par Cruz.
En 2024, sort le film Dune, deuxième partie (Dune: Part Two) de Denis Villeneuve, dans lequel il joue le rôle de Stilgar.

### Vie privée

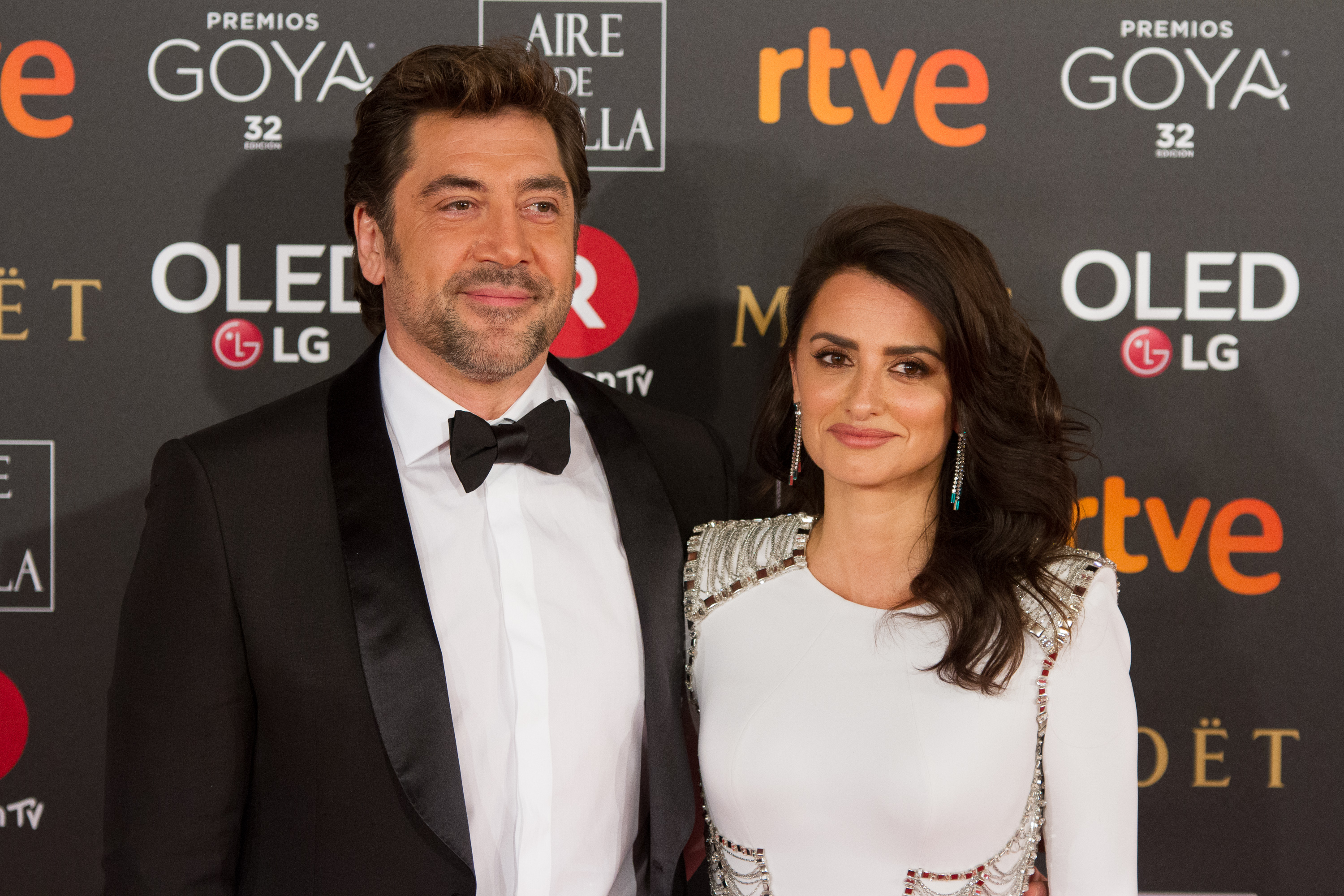
L'acteur aux Goyas 2018, aux côtés de son épouse et partenaire dans Everybody Knows, Penelope Cruz.

Depuis 2007, il vit avec l'actrice Penelope Cruz, épousée dans l'intimité aux Bahamas le 5 juillet 2010. Leur premier enfant, un garçon prénommé Leonardo Encinas Cruz, est né le 22 janvier 2011 au Centre médical Cedars-Sinai de Los Angeles, ils sont à nouveau parents depuis le 22 juillet 2013 d'une petite fille, Luna.

#### Engagement politique et humanitaire
Avec l'association Médecins sans frontières, Javier Bardem a produit un documentaire sur les « guerres oubliées » et, fervent défenseur de la cause sahraoui, coproduit le documentaire Hijos de las nubes, la ultima colonia (Les Fils des nuages, la dernière colonie).
Il participe à plusieurs manifestations, notamment, à Madrid, en faveur de la cause sahraoui. Il signe le 4 octobre une tribune dans le quotidien El País pour réaffirmer le droit du peuple du Sahara occidental à décider de son avenir. Ce même jour, il plaide, à l’appui de cette déclaration, la cause sahraoui à l'ONU, dénonçant la répression dont les habitants du Sahara occidental souffrent dans ce territoire occupé, oubliés depuis des décennies dans des camps de réfugiés du Sahara.
En juillet 2014, avec Penelope Cruz et Pedro Almodóvar, il s'insurge contre les bombardements israéliens sur les populations civiles de Gaza, les qualifiant de « génocide ». Cette prise de position lui vaut une avalanche de critiques, voire d'être taxé d'antisémitisme, de la part d'une partie de la communauté de l'industrie cinématographique, surtout aux États-Unis.
En janvier 2018, Javier Bardem plonge en sous-marin en Antarctique avec Greenpeace pour demander la création d’un sanctuaire marin,,. Avec des scientifiques, l'acteur espagnol effectue des recherches et des prélèvements pour prouver l'existence d'une biodiversité unique et demander sa protection. Pour donner plus d'ampleur à son action, il a pour la première fois ouvert un compte Twitter qu’il a utilisé comme carnet de bord pour partager cette aventure en images.
En mai 2025, il compte parmi les signataires d'une pétition de personnalités du cinéma dénonçant le silence du monde de la culture face au « génocide à Gaza ».

## Filmographie

### Années 1990
- 1990 : Les Vies de Loulou (Las edades de Lulú) de Bigas Luna : Jimmy
- 1991 : Amo tu cama rica (es) d’Emilio Martínez Lázaro : Antonio
- 1991 : Talons aiguilles (Tacones lejanos) de Pedro Almodóvar : Javier
- 1992 : Jambon, Jambon (Jamón, jamón) de Bigas Luna : Raúl González
- 1993 : Huidos (es) de Sancho Gracia : Rafael Moreno
- 1993 : Macho (Huevos de oro) de Bigas Luna : Benito González
- 1993 : El amante bilingüe de Vicente Aranda : Le cireur de chaussures
- 1994 : Pronòstic reservat, court métrage d'Antonio Mollà
- 1994 : Días contados d’Imanol Uribe : Lisardo
- 1994 : La Lune et le Téton (La teta y la luna) de Bigas Luna : le troisième Romain (apparition)
- 1994 : El detective y la muerte de Gonzalo Suarez : Cornelio
- 1995 : Bouche à bouche (Boca a boca) de Manuel Gómez Pereira : Victor Ventura
- 1996 : La madre, court-métrage de Miguel Bardem (es)
- 1996 : Éxtasis de Mariano Barroso : Rober
- 1996 : Mambrú, court-métrage de Pedro Pérez Jiménez : Cámara
- 1996 : Más que amor, frenesí de Miguel Bardem (es) (non crédité)
- 1996 : L'amour nuit gravement à la santé (El amor perjudica seriamente la salud) de Manuel Gómez Pereira : Camillero
- 1997 : Airbag de Juanma Bajo Ulloa (es) : José Alberto
- 1997 : En chair et en os (Carne trémula) de Pedro Almodóvar : David de Paz
- 1997 : Perdita Durango d’Álex de la Iglesia : Romeo
- 1998 : Entre les jambes (Entre las piernas) de Manuel Gómez Pereira : Javier
- 1998 : Torrente, le bras gauche de la loi (Torrente, el brazo tonto de la ley) de Santiago Segura : Sultán
- 1999 : Los lobos de Washington de Mariano Barroso : Alberto
- 1999 : Segunda piel de Gerardo Vera (es) : Diego Díaz

### Années 2000
- 2000 : Avant la nuit (Before Night Falls) de Julian Schnabel : Reinaldo Arenas
- 2001 : Sans nouvelles de Dieu (Sin noticias de Dios) d’Agustín Díaz Yanes : Tony Graco (non crédité)
- 2001 : Les Lundis au soleil (Los lunes al sol) de Fernando León de Aranoa : Santa
- 2002 : Dancer Upstairs (The Dancer Upstairs) de John Malkovich : Agustín Rejas
- 2004 : Mar adentro d’Alejandro Amenábar : Ramón Sampedro
- 2004 : Collatéral (Collateral) de Michael Mann : Felix
- 2007 : Les Fantômes de Goya (Goya's Ghosts) de Miloš Forman : Frère Lorenzo Casamares
- 2007 : No Country for Old Men de Joel et Ethan Coen : Anton Chigurh
- 2008 : L'Amour aux temps du choléra (Love in the Time of Cholera) de Mike Newell : Florentino Ariza
- 2008 : Vicky Cristina Barcelona de Woody Allen : Juan Antonio

### Années 2010
- 2010 : Biutiful d’Alejandro González Iñárritu : Uxbal
- 2010 : Mange, prie, aime (Eat Pray Love) de Ryan Murphy : Felipe Ruiz
- 2012 : À la merveille (To the Wonder) de Terrence Malick : le Frère Quintana
- 2012 : Skyfall de Sam Mendes : Raoul Silva
- 2013 : Alacrán enamorado de Santiago Zannou : Solís
- 2013 : Cartel (The Counselor) de Ridley Scott : Reiner
- 2015 : Gunman (The Gunman) de Pierre Morel : Felix
- 2016 : The Last Face de Sean Penn : Dr. Miguel Leon
- 2017 : Pirates des Caraïbes : La Vengeance de Salazar (Pirates of the Caribbean: Dead Men Tell No Tales) de Joachim Rønning et Espen Sandberg : Capitaine Salazar
- 2017 : Mother! de Darren Aronofsky : Lui
- 2017 : Escobar (Loving Pablo) de Fernando León de Aranoa : Pablo Escobar (également producteur)
- 2018 : Everybody Knows (Todos lo saben) d'Asghar Farhadi : Paco

### Années 2020
- 2020 : The Roads Not Taken de Sally Potter : Leo
- 2021 : Dune de Denis Villeneuve : Stilgar
- 2021 : Hollywood 1953 (Being the Ricardos) d'Aaron Sorkin : Desi Arnaz
- 2021 : El buen patrón de Fernando León de Aranoa : Blanco
- 2022 : Enzo le Croco (Lyle, Lyle, Crocodile) de Josh Gordon et Will Speck : Hector P. Valenti
- 2023 : La Petite Sirène (The Little Mermaid) de Rob Marshall : le Roi Triton
- 2024 : Dune, deuxième partie (Dune: Part Two) de Denis Villeneuve : Stilgar
- 2025 : F1 de Joseph Kosinski : Ruben Cervantes
- 2026 : El ser querido de Rodrigo Sorogoyen
- 2026 : Bunker de Florian Zeller

## Distinctions

### Oscars
- 2001 : nomination à l'Oscar du meilleur acteur - Avant la nuit
- 2008 : Oscar du meilleur acteur dans un second rôle - No Country for Old Men
- 2011 : nomination à l'Oscar du meilleur acteur - Biutiful
- 2022 : nomination à l'Oscar du meilleur acteur - Being the Ricardos

### Golden Globes
- 2001 : nomination au Golden Globe du meilleur acteur dans un film dramatique - Avant la nuit
- 2005 : nomination au Golden Globe du meilleur acteur dans un film dramatique - Mar adentro
- 2008 : Golden Globe du meilleur acteur dans un second rôle - No Country for Old Men
- 2009 : nomination au Golden Globe du meilleur acteur dans un film musical ou une comédie - Vicky Cristina Barcelona
- 2011 : nomination au Golden Globe du meilleur acteur dans un film dramatique - Biutiful
- 2022 : nomination au Golden Globe du meilleur acteur dans un film dramatique - Being the Ricardos
- 2025 : nomination au Golden Globe du meilleur acteur dans un second rôle dans une série, une mini-série ou un téléfilm pour Monstres : L'Histoire de Lyle et Erik Menéndez

### BAFTA
- 2008 : BAFTA du meilleur acteur dans un second rôle - No Country for Old Men
- 2011 : nomination au BAFTA du meilleur acteur - Biutiful

### Prix Goya
- Prix Goya du meilleur acteur :
  - En 1996 pour Bouche à bouche
  - En 2003 pour Les Lundis au soleil
  - En 2005 pour Mar Adentro
  - En 2011 pour Biutiful
  - En 2022 pour El buen patrón
- Prix Goya du meilleur second rôle masculin :
  - En 1995 pour Días contados

### Festival de Cannes
- 2010 : Prix d'interprétation masculine - Biutiful

### Mostra de Venise
- 2000 : Coupe Volpi pour la meilleure interprétation masculine - Avant la nuit
- 2004 : Coupe Volpi pour la meilleure interprétation masculine - Mar adentro

### Festival de San Sebastián
- 1994 : Coquille d'argent du meilleur acteur - Días contados et El detective y la muerte

### Autres prix
- 2001 : nomination au Boston Society of Film Critics Awards du meilleur acteur pour Avant la nuit
- 2003 : Meilleur acteur européen - Les Lundis au soleil
- 2004 : Meilleur acteur européen - Mar adentro
- 2013 : nomination au Critics Choice Award du meilleur acteur dans un second rôle - Mar adentro
- 2005 : Lauréat du Prix du meilleur acteur européen - Mar adentro
- 2008 : lauréat du Screen Actors Guild Award du meilleur acteur dans un second rôle - No Country for Old Men
- 2008 : lauréat du Austin Film Critics Association du meilleur acteur dans un second rôle - No Country for Old Men
- 2007 : lauréat du Boston Society of Film Critics Award du meilleur acteur dans un second rôle - No Country for Old Men
- 2008 : lauréat du Critics Choice Award du meilleur acteur dans un second rôle - No Country for Old Men
- 2008 : nomination au Critics Choice Award de la meilleure distribution - No Country for Old Men
- 2008 : Prix national de Cinématographie
- 2009 : Prix du meilleur acteur européen - Vicky Cristina Barcelona
- 2011 : nomination au Ariel Awards, Mexico du meilleur acteur dans un second rôle - Biutiful
- 2012 : Satellite Award du meilleur acteur dans un second rôle - Skyfall
- 2013 : nomination au Screen Actors Guild Award du meilleur acteur dans un second rôle - Skyfall
- 2013 : nomination au Critics Choice Award du meilleur acteur dans un second rôle - Skyfall
- 2017 : nomination aux Teen Choice Awards du meilleur méchant au cinéma - Pirates des Caraïbes : La Vengeance de Salazar
- 2021 : Médaille d'or du mérite des beaux-arts, remise par le ministère de l'Éducation, de la Culture et des Sports espagnol[15]

## Voix francophones

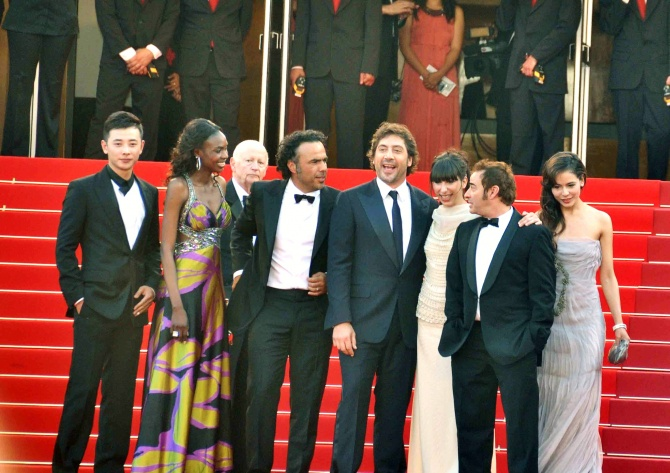
L'équipe du film Biutiful au festival de Cannes 2010: Luo Jin, Maricel Alvarez, Eduard Fernández, Hanaa Bouchaib, Guillermo Estrella, Diaryatou Daff, Cheikh Ndiaye, Alejandro González Iñárritu, Javier Bardem, et Martina García.

En version française, Javier Bardem est doublé entre 1996 et 2004 par Maurice Decoster dans Éxtasis, Marc Alfos dans Perdita Durango, Thierry Ragueneau dans En chair et en os, Bernard Métraux dans Dancer Upstairs et  Julien Kramer dans Collatéral. Frédéric van den Driessche le double entre 2005 et 2013 dans Mar adentro, L'Amour aux temps du choléra, No Country for Old Men et Cartel. Parallèlement, Marc Alfos le retrouve dans Les Fantômes de Goya, tandis que l'acteur est doublé par Jordi Brau dans Vicky Cristina Barcelona, Bernard Gabay dans Biutiful et Samuel Labarthe dans Skyfall.
À partir de 2015, Jérémie Covillault est sa voix dans la quasi-intégralité de ses apparitions. Il le double notamment dans Mother!, Escobar, Everybody Knows, Dune ou encore Being the Ricardos. Parallèlement, van den Driessche le retrouve dans Pirates des Caraïbes : La Vengeance de Salazar, tandis que Laurent Maurel le double dans Enzo le Croco.

### Revue de presse
- Danièle Parra, « Bardem à un cheveu. Parmi tous les talents de l'immense comédien Javier Bardem, il y a ses mutiples métamorphoses capillaires. Petit florilège. », Télécâble Sat Hebdo no 1459, SETC, Saint-Cloud, 16 avril 2018, p. 22,  (ISSN 1630-6511)